# Thomas Vincent (compositeur)
Pour les articles homonymes, voir Thomas Vincent et Vincent.
Thomas Vincent est un compositeur anglais de musique baroque, né en 1720 et mort en 1783.

## Discographie
- Oboe sonatas between 1700-1750, Paul Dombrecht, Wieland Kuijken, Robert Kohnen - Accent (1978) LP 78 04, CD 578 04 D